# C++Builder
C++Builder ist eine Rapid-Application-Development-IDE für die Programmierung in der Programmiersprache C++. C++Builder wurde ursprünglich vom Unternehmen Borland entwickelt und wird seit 2009 von Embarcadero Technologies weiterentwickelt.

## Details
Als Zielplattformen werden Windows NT (IA-32 und x64), macOS, Android und iOS unterstützt. Als GUI-Toolkits stehen standardmäßig VCL (nur Windows) und FMX (Windows, macOS, Android, iOS) zur Verfügung.
C++Builder ermöglicht es für jede der genannten Plattformen native Programme zu entwickeln. Zusätzlich zu C++-Quelltexten können ebenfalls Module verwendet und kompiliert werden, die in der Programmiersprache Object Pascal vorliegen. Weiterhin enthält C++Builder umfangreiche Werkzeuge, die visuelle Entwicklung mithilfe von Drag and Drop ermöglichen (WYSIWYG).
Ab der Version XE2, die im August 2011 erschien, sind Cross-Platform-Features im C++Builder enthalten, die eine Entwicklung nativer Anwendungen für macOS, iOS (seit XE5) und Android (seit XE6) ermöglichen. Außerdem verfügt C++Builder seit einem nachträglich erschienenen Update der Version XE3 über einen 64-Bit-Compiler für Windows, ab der Version XE4 wird dieser standardmäßig mit ausgeliefert.
C++Builder wurde ursprünglich von Borland entwickelt, bis es 2007 seine Abteilung für Software-Entwicklungswerkzeuge unter dem Namen CodeGear ausgliederte. Codegear wurde wiederum 2009 von Embarcadero übernommen. Vertrieben wird C++Builder sowohl als eigenständiges Produkt als auch als Teil von RAD Studio.
C++Builder wurde in der Vergangenheit oft mit Borland C++BuilderX verwechselt, der trotz der Namensähnlichkeit einer ganz anderen Produktlinie entsprang: C++BuilderX baute auf dem Code des JBuilders auf und war somit in Java programmiert. Mit C++Builder hatte er im Wesentlichen nur den mitgelieferten C++ Compiler gemeinsam. C++BuilderX konnte sich nicht gegen die VCL-Varianten durchsetzen und wurde 2004 eingestellt.
Seit der Version 10.1 Berlin vom April 2016 wird in etwa ein jährlicher Veröffentlichungszyklus von Hauptversionen eingehalten.

## Versionshistorie
Bei dieser Liste handelt es sich um eine grobe Aufstellung der bisher veröffentlichten Versionen des C++Builders.
| Jahr               | Version                           |
| ------------------ | --------------------------------- |
| 1997               | 1                                 |
| 1998               | 3                                 |
| 1999               | 4 (unter dem Markennamen Inprise) |
| 2000               | 5                                 |
| 2002               | 6                                 |
| 2003               | X                                 |
| 2005               | 2006 (10)                         |
| 2007               | 2007 (11)                         |
| August 2008        | 2009 (12)                         |
| 24. August 2009    | 2010 (14)                         |
| 30. August 2010    | XE (15)                           |
| 31. August 2011    | XE2 (16)                          |
| 1. September 2012  | XE3 (17)                          |
| 22. April 2013     | XE4 (18)                          |
| 11. September 2013 | XE5 (19)                          |
| 15. April 2014     | XE6 (20)                          |
| 2. September 2014  | XE7 (21)                          |
| 7. April 2015      | XE8 (22)                          |
| 31. August 2015    | C++Builder 10 Seattle (23)        |
| 19. April 2016     | C++Builder 10.1 Berlin (24)       |
| 22. März 2017      | C++Builder 10.2 Tokyo (25)        |
| 21. November 2018  | C++Builder 10.3 Rio (26)          |
| 26. Mai 2020       | C++Builder 10.4 Sydney (27)       |
| 10. September 2021 | C++Builder 11 Alexandria (28)     |